# 武田隆二
武田 隆二（たけだ りゅうじ、1931年10月11日 - 2009年2月15日）は、日本の会計学者。学位は、経営学博士（神戸大学・1962年）。神戸大学名誉教授・大阪学院大学名誉教授。
会計学界において、神戸会計学派に属す武田会計理論（武田会計学）を構築したといわれている。大企業（特に上場企業）に適用される会計基準（国際会計基準IAS・国際財務報告基準IFRSを含む）とは別の、中小企業に適した中小会社会計基準の設定の重要性を指摘し、制度化に貢献した。

## 経歴
- 1931年（昭和6年）10月に新潟県新潟市で生まれる。
- 1953年（昭和28年）10月公認会計士試験旧第2次試験合格。
- 1954年（昭和29年）3月横浜国立大学経済学部卒業。
- 1957年（昭和32年）3月神戸大学大学院経営学研究科修士課程修了。
- 1957年（昭和32年）4月神戸大学経済経営研究所助手。
- 1960年（昭和35年）4月神戸大学経営学部講師。
- 1962年 (昭和37年) 「ドイツ会計学の展開に関する研究」で、神戸大学より経営学博士の学位を取得
- 1963年（昭和38年）4月神戸大学経営学部助教授。
- 1968年（昭和43年）5月日本会計研究学会学会賞受賞。（受賞論文「企業利益と課税所得の差異」『會計』（森山書店）第91巻第2号、29－51頁、1967年2月号。）
- 1971年（昭和46年）4月神戸大学経営学部教授。
- 1975年（昭和50年）4月大蔵省・企業会計審議会幹事。
- 1977年（昭和52年）5月大蔵省・企業会計審議会臨時委員。
- 1977年（昭和52年）11月日経経済図書文化賞受賞。（著書『連結財務諸表』（国元書房）722頁、1977年6月。）
- 1985年（昭和60年）6月日本会計研究学会太田賞受賞。（著書『営業報告書・計算書類の総合分析と事例』（中央経済社）1567頁、1984年4月。）
- 1989年（平成元年）4月放送大学客員教授。
- 1992年（平成4年） 3月神戸大学退官。
- 1992年（平成4年）4月神戸大学名誉教授を授与され、大阪学院大学教授（商学部）へ移籍。
- 1994年（平成6年）4月新学部「流通科学部」創設に貢献し、初代学部長を務める。
- 1996年（平成8年）12月日本税理士会連合会・中小会社法制調査委会委員就任。
- 1997年（平成9年）4月大阪国税局・土地評価審議会委員就任。
- 2002年（平成14年）4月経済産業省・中小企業の会計に関する研究会委員就任。共にTKC全国会会長を務める。
- 2008年（平成20年）3月大阪学院大学退職。
- 2008年（平成20年）4月に大阪学院大学名誉教授を授与され、愛知工業大学客員教授就任。
- 2009年（平成21年）2月逝去。享年77。

## 社会的活動
＜学術機関・学会＞
- 日本学術会議会員（1983-）
- 日本会計研究学会（理事1976-）（会長2000-2003)
- 日本簿記学会（発起人1985）（理事1990-93）（副会長1985-90）（会長1993-1996）（顧問1996-）[1]
- 税務会計研究学会（理事1989-）

＜公的試験問題作成関係＞
- 大学入試センター新教育課程専門委員会委員（1983-）および教授研究部
- 公認会計士試験旧第2次試験委員（1981-）
- 税理士試験委員（1989-）

＜企業＞
- TKC全国会会長(2002-2007）[2]

## 武田会計理論を継承する主なゼミ生
- 古賀智敏（神戸大学名誉教授）、同志社大学特別客員教授、東海学園大学教授
- 河崎照行（甲南大学名誉教授）

## 著書・論文
＜絶筆：最後の公表論文＞
- 2009年（平成21年）1月：「企業会計基準の改訂への提言（巻頭論文）」『税経通信』（税務経理協会）、第64巻第1号（通号903号）、17－28頁。
- 2009年（平成21年）1月：「会計文化の尊重と会計のあり方」『税経通信』（税務経理協会）、第64巻第1号（通号903号）。

＜2009年9月現在販売中で入手容易な主な著書：出版年正順＞
- 001. 2008年（平成20年）10月：『会計学一般教程』（第7版）（中央経済社.）、3,800円（税別）。
- 002. 2008年（平成20年）10月：『簿記一般教程』（第7版）（中央経済社）、3,200円（税別）。
- 003. 2008年（平成20年）4月：『最新財務諸表論』（第11版）（中央経済社）、4,700円（税別）。
- 004. 2005年（平成17年）8月：『法人税法精説』（平成17年版）（森山書店）、4,400円（税別）。
- 005．2004年（平成16年）4月：『簿記Ⅰ＜簿記の基礎＞』（カラー版第4版）（税務経理協会）、3,600円（税別）。
- 005．2004年（平成16年）4月：『簿記Ⅱ＜決算整理と特殊販売＞』（カラー版第4版）（税務経理協会）、3,600円（税別）。
- 006．2001年（平成13年）3月：『簿記Ⅲ＜株式会社会計＞』（カラー版第3版）（税務経理協会）、3,800円（税別）。

＜学位授与・受賞対象の著書・論文：出版年逆順＞
- 1962年（昭和37年）11月：『貸借対照表資金論―ドイツ会計近代化論の展開―』（同文舘）。（学位請求論文のオリジナル版）
- 1966年（昭和41年）10月：『ドイツ会計学の展開に関する研究』（博士請求論文）（神戸大学経営学博士乙第19号を授与）。
- 1967年（昭和42年）2月：「企業利益と課税所得の差異」『會計』（森山書店）第91巻第2号、29－51頁。（日本会計研究学会学会賞を翌年5月受賞）。
- 1977年（昭和52年）6月：『連結財務諸表論』（国元書房）。（日経経済図書文化賞を同年11月受賞。）
- 1984年（昭和59年）4月：『営業報告書・計算書類の総合分析と事例』（中央経済社）。（日本会計研究学会太田賞を翌年6月受賞）。

＜公表された主な著書：出版年逆順＞
- 001.『経営事務機械化の諸問題』(経営機械化叢書：第3冊)（神戸大学経済経営研究所）、1960。
- 002.『経営機械化と経営機構』(経営機械化叢書：第4冊)（神戸大学経済経営研究所）、1961。
- 003.『貸借対照表資金論―ドイツ会計近代化論の展開―』（同文館出版）、1962。（学位請求論文のオリジナル版）
- 004.『経営機械化とシステム研究』(経営機械化叢書：第5冊)（神戸大学経済経営研究所）、1962。
- 005.『EDPSの発展と経営上の課題』(経営機械化叢書：第6冊)（神戸大学経済経営研究所）、1963。
- 006.『所得会計の理論』（同文館出版）、1970。
- 007.『情報会計論』（中央経済社）、（初刷1971、第17刷1996.3）。
- 008.『連結財務諸表問題精説』（同文館出版）、1975。
- 009.『財務諸表論』（公認会計士二次試験講座2）（中央経済社）、1977.11。
- 010.『連結財務諸表』（国元書房）、1977.6。（日経経済図書文化賞を同年11月受賞。）
- 011.『最新財務諸表論』（中央経済社）、（初版1978.7、増補版1980.4、改訂版1983.4、第4版1991.5、第5版1995.11、第6版1998.6、第7版2001.4、第8版2002.6、第9版2003.12、第10版2005.4、第11版2008.4）。
- 012.『簿記』（税務経理協会）、1978.9。
- 013.『財務会計の論点』（同文館出版）、1981.6。
- 014.『法人税法精説』（森山書店）、（初版1982.6、昭和58年度版1983.5、昭和59年度版1984.5、昭和60年度版1985.5、昭和61年度版1986.6、昭和62年版1987.9、昭和63年版1988.7、平成元年版1989.7、平成2年版1990.7、平成3年版1991.9、平成4年版1992.9、平成5年版1993.6、平成6年版1994.6、平成7年版1995.7、平成8年版1996.10、平成9年版1997.7、平成10年版1998.9、平成11年版1999.7、平成12年版2000.9、平成13年版2001.10、平成14年版2002.10、平成15年版2003.9、平成16年版2004.9、平成17年版2005.8）。
- 015.『簿記Ⅰ』（税務経理協会）（改訂版1982.12、4訂版1991.9、カラー版1996.5、カラー版第2版1998.7、カラー版第3版2001.10、カラー版第4版2004.5、）。
- 016.『簿記Ⅱ』（税務経理協会）（改訂版1982.12、4訂版1991.9、カラー版1996.5、カラー版第2版1998.6、カラー版第3版2001.5、カラー版第4版2004.6、）。
- 017.『簿記Ⅲ』（税務経理協会）（改訂版1982.12、4訂版1991.9、カラー版1996.5、カラー版第2版1998.9、カラー版第3版2001.3）。
- 018.『制度会計論』(現代会計学選集)（中央経済社）、1982.10。
- 019.『簿記一般教程』（中央経済社）、（初版1982.2、改訂版1983.1、第3版1991.5、第4版2001.4、第5版2002.5、第6版2004.3、第7版2008.10）。
- 020.『営業報告書・計算書類の総合分析と事例』（中央経済社）、1984.4。（日本会計研究学会太田賞を翌年6月受賞）。
- 021.『会計学一般教程』（中央経済社）、（初版1986.12、第2版1991.10、第3版1998.4、第4版2001.4、第5版2002.4、第6版2004.3、第7版2008.10）。
- 021.『商法決算の処理と開示―主要企業の計算書類等の総合分析と事例』（中央経済社）、（初版1986.2、昭和62年版1987.3）。
- 022.『商法決算/処理と開示―主要企業の計算書類等の総合分析と事例』（中央経済社）、（昭和63年版1988.2、1989年版1989.2、1990年版1990.2）。
- 023.『企業パラダイムの変革と情報システムの変化過程に関する実証研究』（文部省科学研究費補助金研究成果報告書）（研究種目：総合研究(A) ）（科研費課題番号：01301087）（1989-1990）。
- 024.『税務会計』(放送大学教材) （放送大学教育振興会）、1990.5。
- 025.『企業パラダイムと情報システム』（税務経理協会）、1991.9。
- 026.『商法決算・処理と開示』（中央経済社）、（1991年版1991.2、1992年版1992.2）。
- 027.『居眠り講義』（中央経済社）、1992.3。
- 028.『税務と会計』(放送大学教材)（放送大学教育振興会）、（1994版1994.3、1998版1998.3）。
- 029.『会計』（税務経理協会）、（初版1994.3、第2版1999.4）。
- 030.『受験簿記の学び方』（税務経理協会）、1997.6。
- 031.『論述式合格答案作成のシナリオ』（TAC出版事業部）、1999.4。
- 032.『中小会社の計算公開と監査―各国制度と実践手法』（清文社）、2000.1。
- 033.『中小企業のための「内部統制」制度の確立―小さな会社でも有効に機能する経営管理システムの導入法』（TKC出版）、（初版2001.11、改訂新版2007.9）。
- 034.『財務諸表論がわかる』（中央経済社）、2001.4。
- 035.『中小会社の会計―中小企業庁「中小企業の会計に関する研究会報告書」の解説』（中央経済社）、2003.4。
- 036.『新会社法と中小会社会計』（中央経済社）、2006.4。
- 037.『中小会社の会計指針』（中央経済社）、2006.9。
- 038.『現代社会における倫理・教育・コンプライアンス』（税務経理協会）、2007.7。

＜公表された主な翻訳書：出版年正順＞
- 001.『税理士業務における品質保証と品質管理』（ドイツ連邦税理士会、ドイツ税理士連盟、ＤＡＴＥＶ共同組合編著、武田隆二監訳者代表、河崎照行監訳、古賀智敏監訳、坂本孝司監訳）（ＴＫＣ）、2007.7。（1366頁；31cm A4大版）（原書ドイツ語）。
- 002.『会計ディスクロージャーの拡張』（ノートン・M・ベッドフォード著、武田隆二監訳、原田満範訳）（東洋経済新報社）、1980.9。（原書米国語）。

＜公表された主な論文：発表年正順（掲載ページ情報を除く）＞
- 0001.「企業会計基準の改訂への提言（巻頭論文）」『税経通信』64(1) (通号 903) [2009.1]。（これが最後の公表論文。遺稿の所在は不詳。）
- 0002.「リサイクリングと会計のあり方 --純利益vs包括利益--論争の深層を探る(第3回・最終回)』『企業会計』60(12) [2008.12]。
- 0003.「収益費用アプローチと「ドイツ型」資産負債アプローチ--損益計算の「原型」と「派生型」 --純利益vs包括利益--論争の深層を探る(第2回)」『企業会計』 60(11) [2008.11]。
- 0004.「資産負債アプローチvs収益費用アプローチ --純利益vs包括利益--論争の深層を探る(新連載・第1回)」『企業会計』60(10) [2008.10]。
- 0005.「複製時代の会計手法」『企業会計』60(6) [2008.6]。
- 0006.「特別寄稿 制度形成における「場の条件」と「分配規定」--新会社法と会計のあり方(その3・完)」『會計』171(3) [2007.3]。
- 0007.「特別寄稿 「産業構造の変化」に伴う「会計のあり方」--新会社法と会計のあり方(その2)」『會計』171(2) [2007.2]。
- 0008.「特別寄稿 「会計」と「会社法」との別体系化への道 --新会社法と会計のあり方(その1)」『會計』171(1) [2007.1]。
- 0009.「特別論文 会社法における「計算」と「分配」の二元化への道」『企業会計』59(1) [2007.1]。
- 0010.「会計学講演会 会計制度の新たな動向〔含 レジュメ〕」『専修大学会計学研究所報』(15) [2006.3]。
- 0011.「論壇 企業会計原則と概念フレームワークを巡って」『企業会計』58(1) [2006.1]。
- 0012.「ミスコンダクトの概念的フレームワークと組織的審査体制の確立(2・完)」『會計』166(3) [2004.9]。
- 0013.「ミスコンダクトの概念的フレームワークと組織的審査体制の確立(1)」『會計』166(2) [2004.8]。
- 0014.「巻頭論文 資本概念の変化と企業モデル」『税経通信』59(1) (通号 829) [2004.1]。
- 0015.「利益の業績指標性と分配可能性 (特集 会計上の対立する概念--8つの視点)」『企業会計』56(1) [2004.1]。
- 0016.「求められる職業会計人とは」『税経セミナー』48(7) (通号 713) [2003.5]。
- 0017.「論壇 中小企業の会計のあり方」『企業会計』54(11) [2002.11]。
- 0018.「特別座談会 「中小企業の会計に関する研究会報告書」をめぐって」（武田隆二 ・河崎照行・弥永真生他）『税経通信』57(13) (通号 810) [2002.10]。
- 0019.「人物 戦経インタビュー 武田隆二・TKC全国会会長に聞く 経営を有利に導く「中小企業会計基準」とは」『戦略経営者』17(9) (通号 191) [2002.9]。
- 0020.「トライアングル体制の崩壊と制度会計の在り方」『大阪学院大学流通・経営科学論集』28(1) [2002.6]。
- 0021.
- 0022.
- 0023.
- 0000.「企業利益と課税所得の差異」『會計』（森山書店)91(2)、[1967.2]。（日本会計研究学会学会賞を翌年5月受賞）。